# Gorazd von Mähren
Der heilige Gorazd von Mähren (slowakisch: Svätý Gorazd, tschechisch: Svatý Gorazd) war ein mährischer Priester, Gelehrter und Schüler Methods, welcher Gorazd 885 kurz vor seinem Tod zu seinem Nachfolger als Erzbischof des Mährerreiches bestimmte.

## Leben

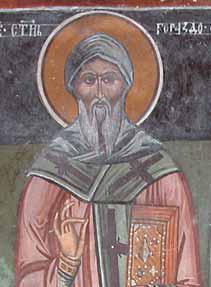
Darstellung des heiligen Gorazd aus dem 17. Jahrhundert, Kloster Slivnitsa, heute Nordmazedonien

Über das Leben des Sohnes großmährischer Adeliger gibt es wenige Informationen. Von den Eltern, die in Močenok in der Nähe von Nitra (Slowakei, dt. Neutra) gewohnt haben sollen, wurde er für die kirchliche Laufbahn vorgesehen, das Studium erfolgte bei fränkischen Geistlichen. Die Priesterweihe erfolgte 868 durch Bischof Formosus in Rom. (Über seine Anwesenheit in Rom zeugt eine schriftliche Notiz im Uspenije Kirilla).
Während der Mission von Kyrill von Saloniki und Method in Großmähren war er einer der ergebensten Schüler des Method von Saloniki. Dieser ernannte ihn auch vor seinem Tod zu seinem Nachfolger als Vorstand der Großmährischen Akademie und als Erzbischof. Er ging davon aus, dass Gorazd die sprachlichen Auseinandersetzungen der Kirche beim Gottesdienst durch seine vermittlerische Gabe beilegen und die Unterstützung des Fürsten Svatopluk I. erhalten würde.
Durch Intrigen des Bischofs Wiching aus Nitra kam es jedoch nicht zu einer Ernennung zum Erzbischof. Vielmehr wurde Gorazd mit anderen Schülern Methods auf der Synode (?) 886 der Ketzerei beschuldigt und inhaftiert. Über sein Schicksal in den Folgejahren gibt es keine Informationen. Man vermutet, dass er entweder mit anderen Schülern aus Großmähren verjagt wurde, oder dass er als einheimischer Adeliger in der Heimat blieb und sich auf eine Burg zurückzog.
Als Mojmír II. mit Hilfe des Papstes die großmährische Kirche erneuerte, wurden 899 und 900 drei neue Bischöfe und ein Erzbischof ernannt. Letzterer könnte Gorazd gewesen sein. Nach dem Fall Großmährens flüchtete er wohl mit den Bischöfen nach Wislanien (Weichsel-Gebiet, heute etwa Kleinpolen). Andere Quellen sprechen von einer Flucht nach Böhmen oder auch Bulgarien.
Für die Flucht nach Kleinpolen um Krakau sprachen sich František Dvorník und Tadeusz Milewski aus. Sie beriefen sich dabei auf einen polnischen Kalender aus Wiślica, der einen in der Westkirche sonst unbekannten Gorazd erwähnt. Nach Nicolina Trunte stehen Name und Kult […] eher im Zusammenhang mit dem 1390 gegründeten Slawenkloster in Kleparz bei Krakau.
Die Reliquien des Gorazd und die des heiligen Angelarios werden im alten bulgarischen Stadtteil Kutmichevitsa in der Stadt Belgrad (heute Berat) in Südalbanien aufbewahrt. Belagradon, die „weiße Stadt“ (griechisch Πουλχεριοπόλις Poulcheriopólis, deutsch ‚schöne Stadt‘), gehörte bis zu dessen Untergang 1018 zum (West)Bulgarischen Reich. Dimitŭr Kalev machte 1970 auf diese jahrhundertelange Verehrung aufmerksam, nach welcher der heilige Gorazd von Mähren zusammen mit anderen Schülern von Kyrill und Method wie Angelarius, Kliment und Naum in die südwestbulgarischen Länder geflohen sei.

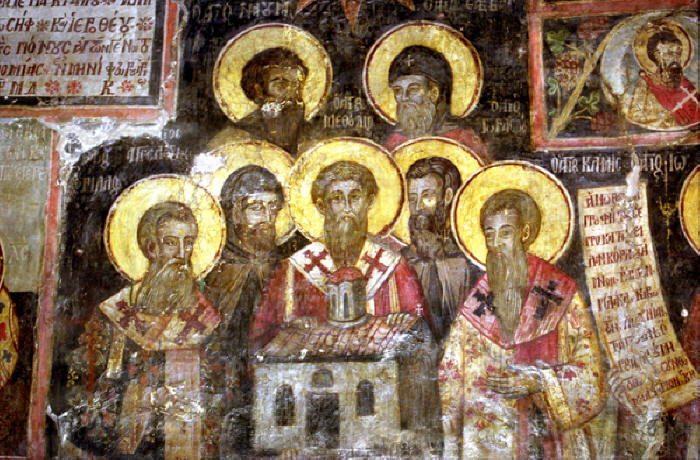
Die „Sieben Heiligen“ im Kloster Ardenica, heute Albanien

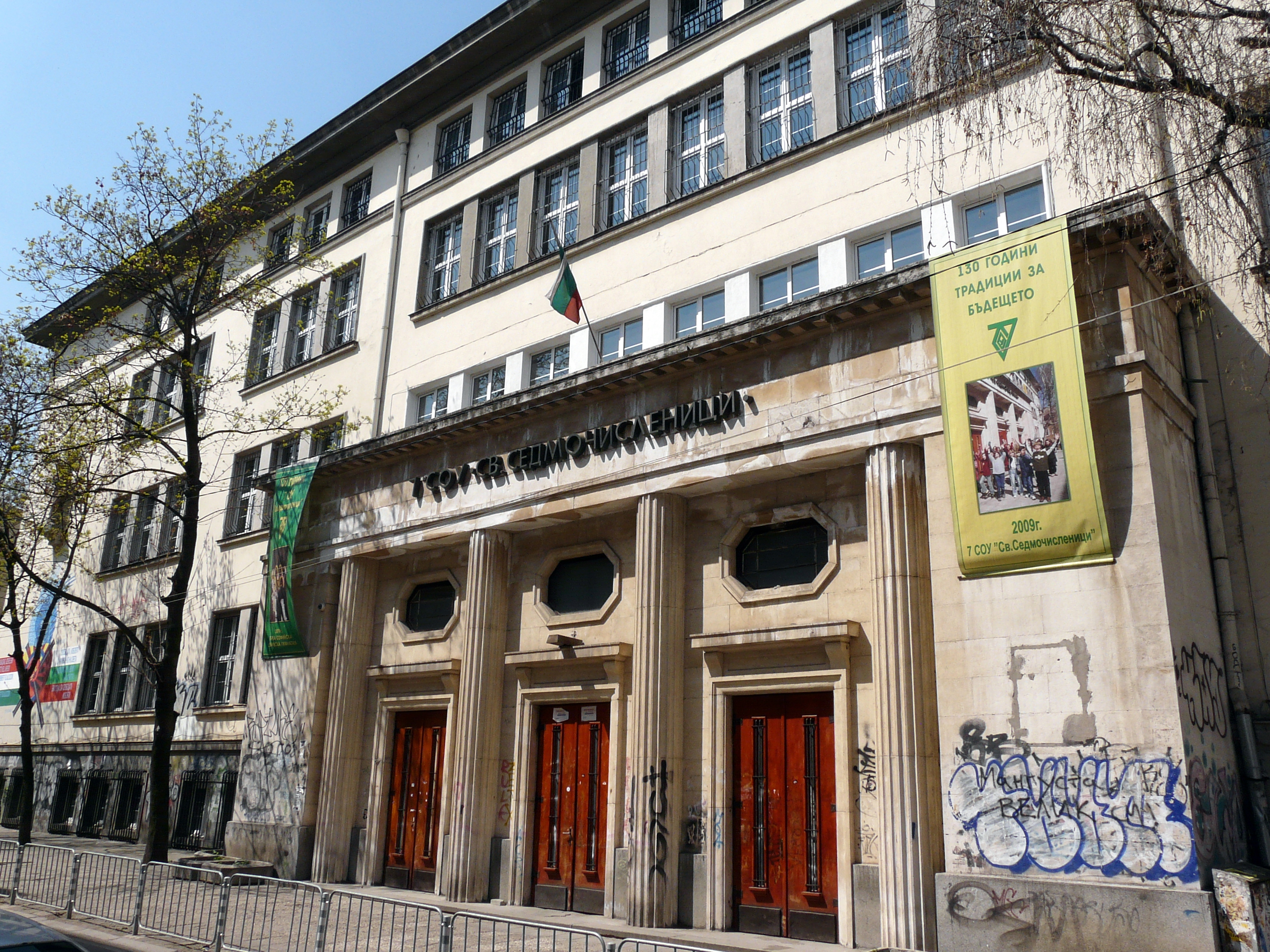
Schule der „Sieben Heiligen“ in der bulgarischen Hauptstadt Sofia

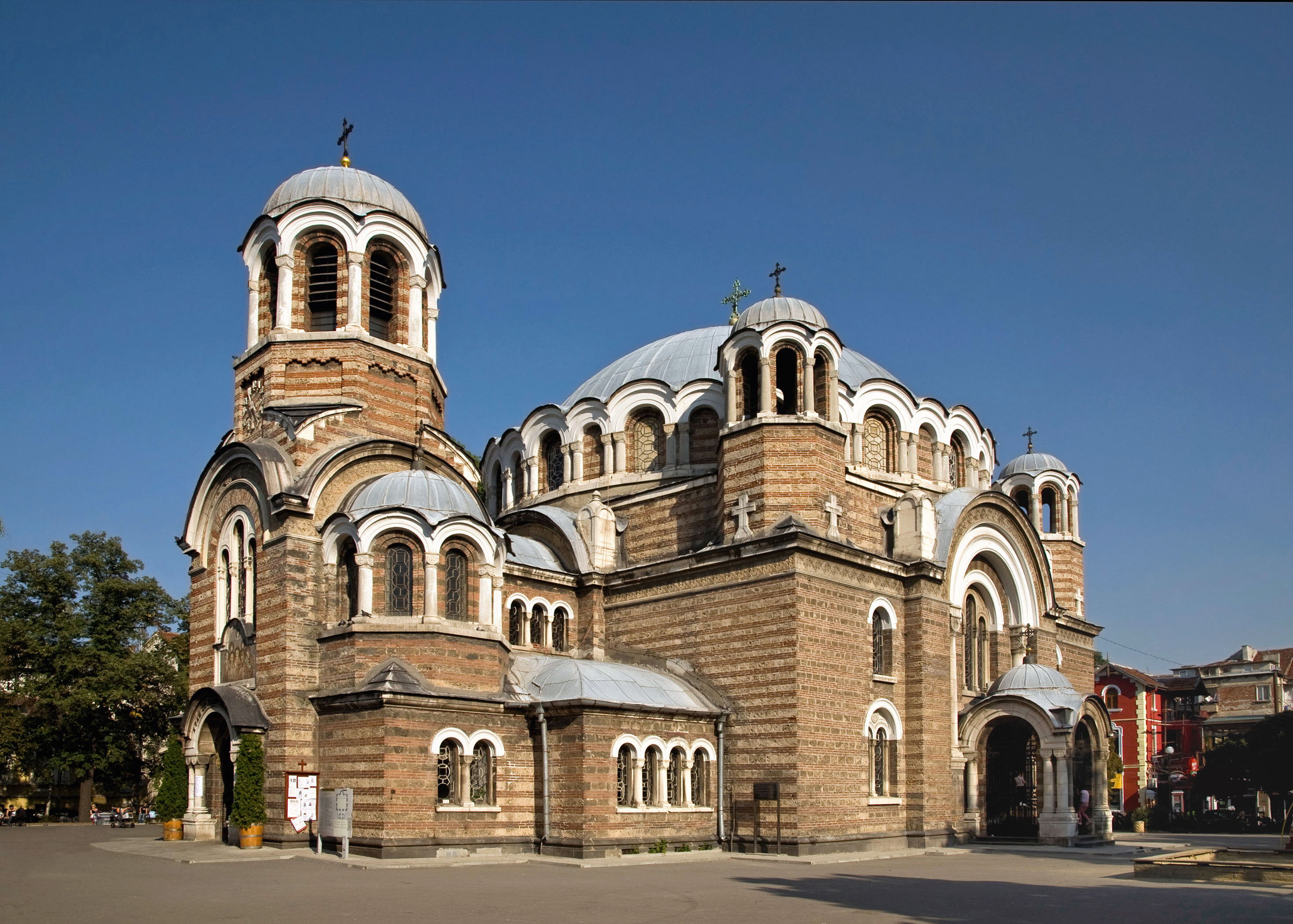
Kirche der „Sieben Heiligen“ in Sofia

Gorazd wurde später heiliggesprochen. Sein Gedenktag als einer der „Fünf von Ochrid“, auch die „Fünfzahl“ genannt, ist der 27. Juli. In Bulgarien werden mit Gorazd am 27. Juli sogar sechs weitere Heilige verehrt, neben den „Fünf von Ochrid“ auch Method von Saloniki und sein Bruder Kyrill als Schöpfer und Verbreiter der glagolitischen und kyrillischen Sprache. Dort gibt es zu Ehren dieser Sieben Heiligen (bulg. Седмочисленици) sogar eine ganze Reihe von Kirchen, so zum Beispiel in Sofia, Blagoewgrad und Weliko Tarnowo sowie Schulen wie in Sofia, Targowischte und Plowdiw.

## Werke
Da Gorazd mit dem Leben des hl. Method vertraut und sein enger Begleiter war, spricht einiges dafür, dass er der Autor der Pannonische Legende Leben des Method ist.